# Calomyscus elburzensis
Calomyscus elburzensis es una especie de roedor de la familia Calomyscidae.

## Distribución geográfica
Se encuentra en el noreste y el norte de Irán, al oeste de Afganistán, y el sur de Turkmenistán, en zonas rocosas de las montañas.